# Aéroport de High Prairie
L'aéroport de High Prairie est un aéroport situé en Alberta, au Canada.